# Webeleinenstek
Der Webeleinenstek, Webleinstek oder Mastwurf ist ein häufig verwendeter Knoten zur Befestigung einer Leine an einem Gegenstand mit vertikaler Zugkraft. Teilweise ist er auch als Achterschlinge bekannt. Der Webeleinenstek besteht aus zwei Halben Schlägen, die um einen Gegenstand gewickelt sind. Zu beachten ist, dass die beiden halben Schläge dieselbe Drehrichtung um die stehende Part haben und somit einen Webeleinenstek und keinen Ankerstich bilden.
Der Webeleinenstek verklemmt sich auch bei größerer Belastung kaum, kann aber bei einseitiger Belastung abrollen oder sich lockern, wenn er nicht gesichert ist.
Der Webeleinenstek kann gesteckt, gelegt oder geworfen werden. Er ist einer der wenigen Knoten, die auch in der Mitte einer Leine geknüpft werden können, deren Enden (seemännisch: Tampen) nicht frei sind.

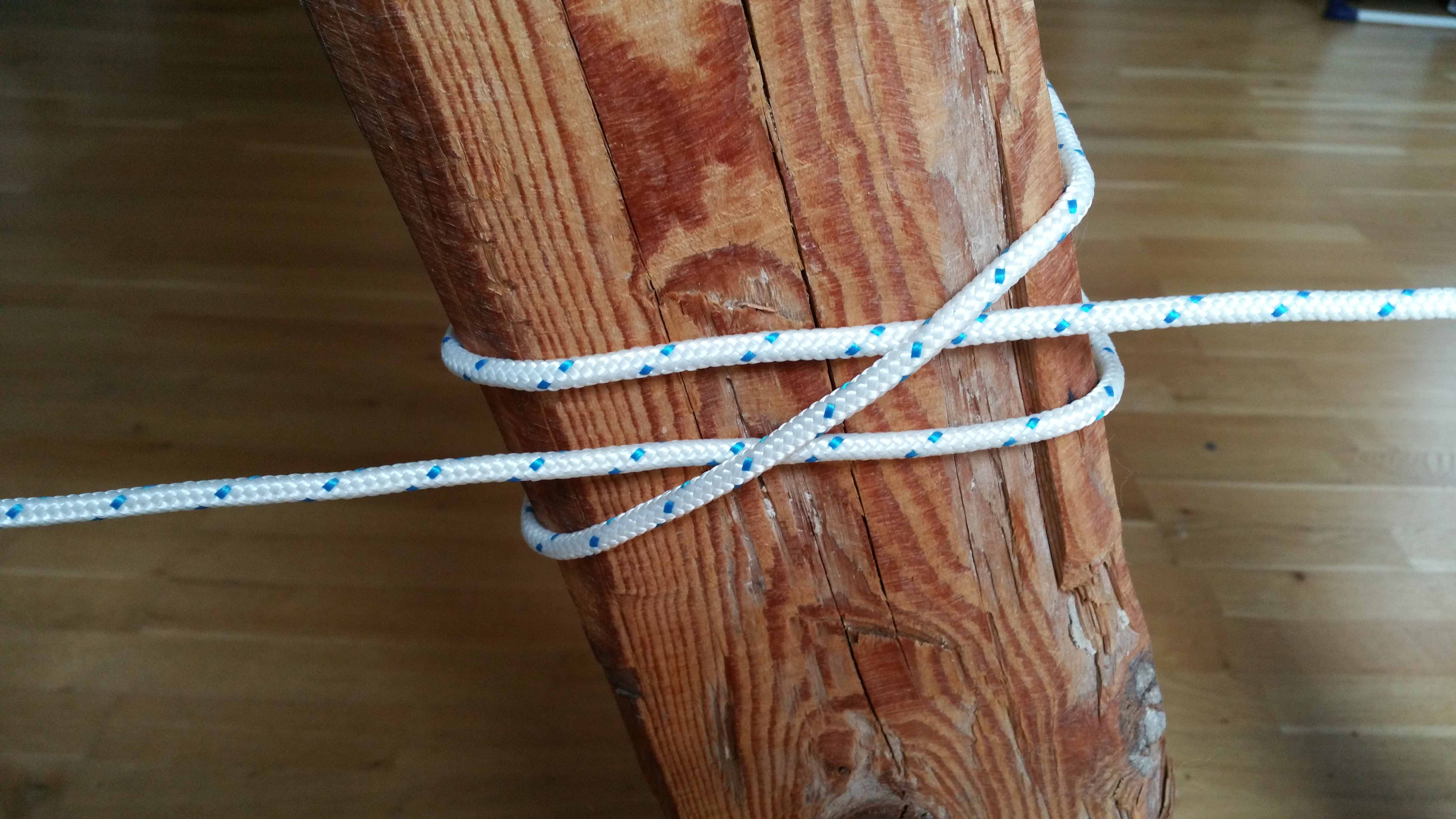
Webeleinenstek bei dem das linke Seil „unten“ liegt. ABoK: 53, 70, 400, 437, 1176–1180, 1245, 2546–2548.

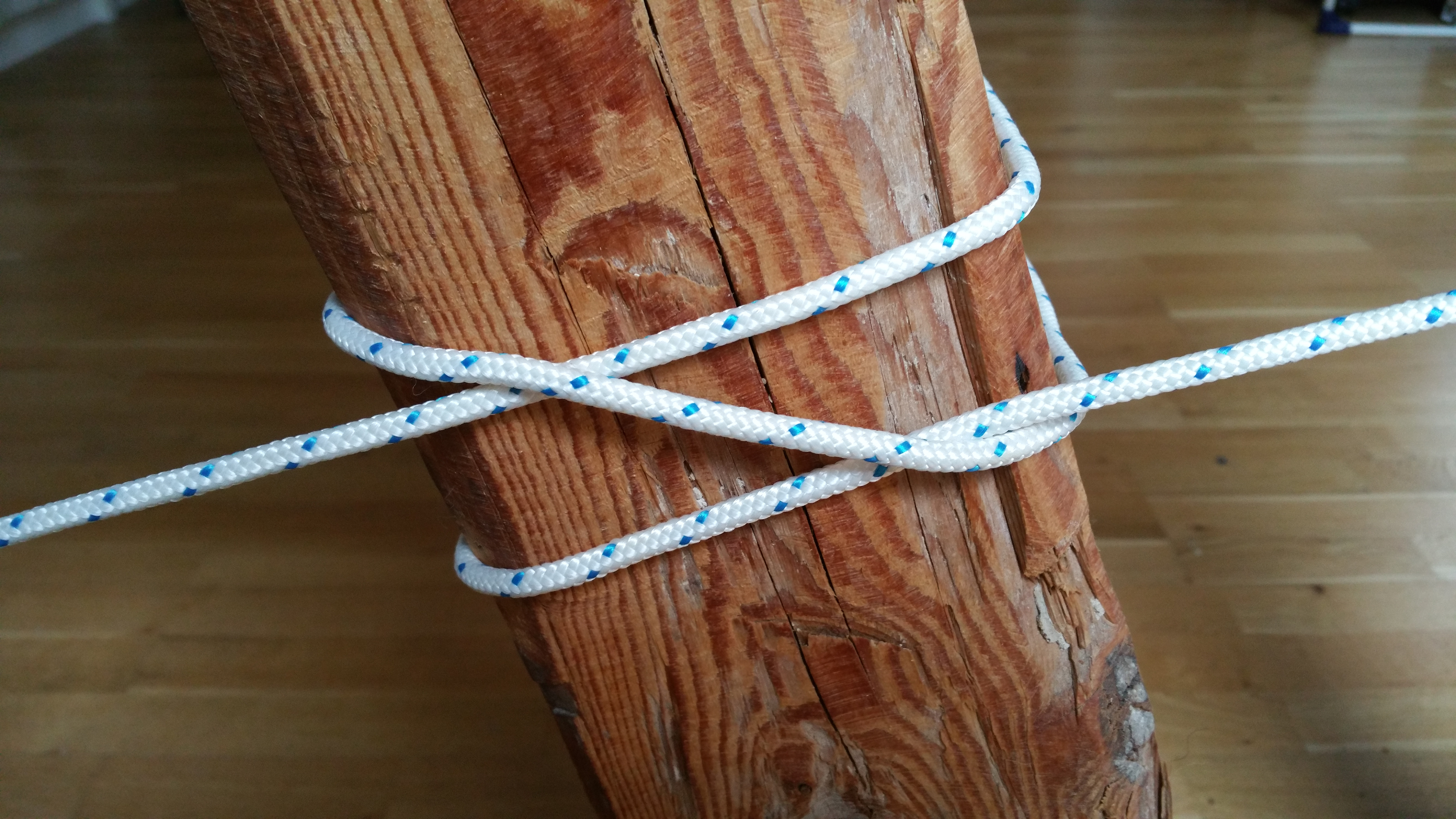
Webeleinenstek bei dem das rechte Seil „unten“ liegt. ABoK: 11, 204, 421, 1814, 2079.

## Name
Webleinen oder „Webeleinen“ sind zwischen die Wanten eines Schiffes gespannte Leinen, die das Entern (Besteigen) des Mastes und der Takelage ermöglichen. Oft werden Webleinen zwischen drei (oder mehr) Wanten gespannt. Am mittigen Want – zum Teil auch an den äußeren Wanten – wird die Webleine mit einem Webleinstek befestigt.

## Anwendung

### Festmachen am Pfahl
In der Sportschifffahrt wird der Webeleinenstek zum Festmachen an Pfählen verwendet. Er bleibt fest am Pfahl und rutscht nicht nach unten, auch nicht bei Seegang oder bei Ebbe und Flut. Wegen der einseitigen Belastung sollte das lose Ende immer mit einem halben Schlag gesichert werden.

#### Um einen Gegenstand binden

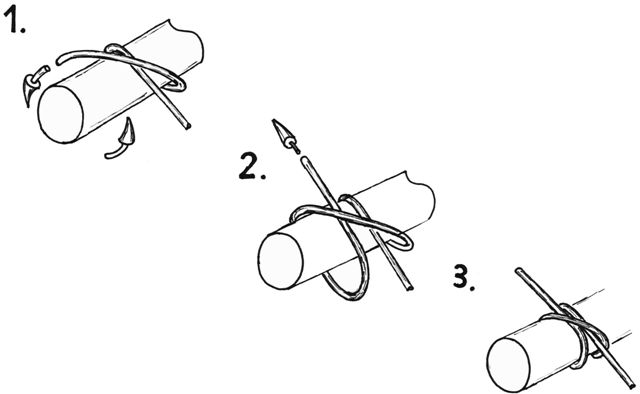
Knüpfen um einen runden Gegenstand. 1. Einen Schlag über Kreuz um den Gegenstand führen. 2. Nochmal einen Törn legen und diesmal unten durchfahren. 3. Zuziehen und der Webeleinenstek ist fertig.
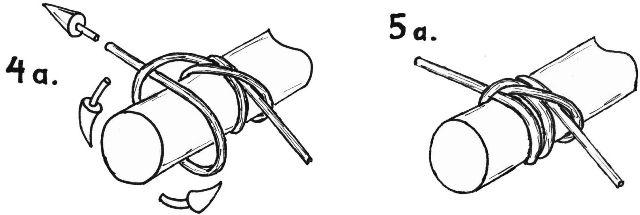
4a. Bei einseitiger Belastung kann das lose Ende mit einem halben Schlag gesichert werden. 5a. Fertig

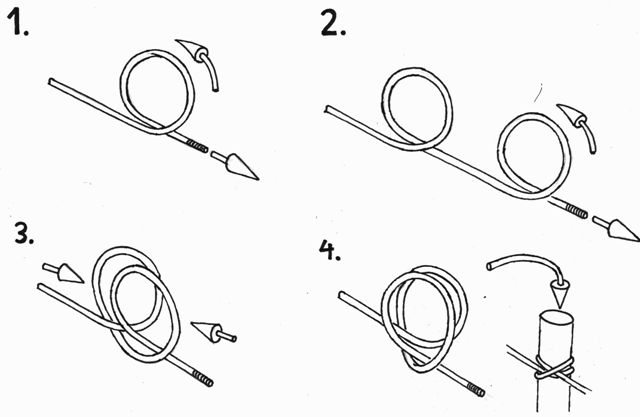
Legen am Pfahl

#### Um einen Pfahl werfen
Am Poller wird der Webeleinenstek „geworfen“. Dabei werden nacheinander zwei halbe Schläge um den Poller geworfen. Schon durch den ersten Wurf des ersten halben Schlages lässt sich das Schiff durch die Reibung des Seiles am Poller auch bei starkem Zug halten. Der zweite halbe Schlag fixiert dann den Knoten. Danach sollte noch das lose Ende mit einem halben Schlag gesichert werden (nicht im Bild).

Fenderknoten:
Ein Webleinstek auf Slip

### Fenderknoten (Webeleinenstek auf Slip)
Zur Befestigung von Fendern an der Reling wird der Webeleinenstek auf Slip verwendet. Zuerst wird die Fenderleine um die Reling gelegt und die für die Anlegestelle richtige Höhe des Fenders eingestellt. Die Leine wird ganz um die Reling geführt und so zum halben Schlag ergänzt. Der zweite Halbe Schlag wird auf Slip gelegt. Dadurch kann eine Segelcrew beim Anlegemanöver die Position der Fender jederzeit schnell ändern. Da sich der Webeleinenstek im Seegang durch drehen oder verändern der Zugrichtung lösen kann, wird er oft noch mit einem halben Schlag mit der Schlaufe gesichert.
Eine Alternative hierzu wäre der Anbindeknoten.

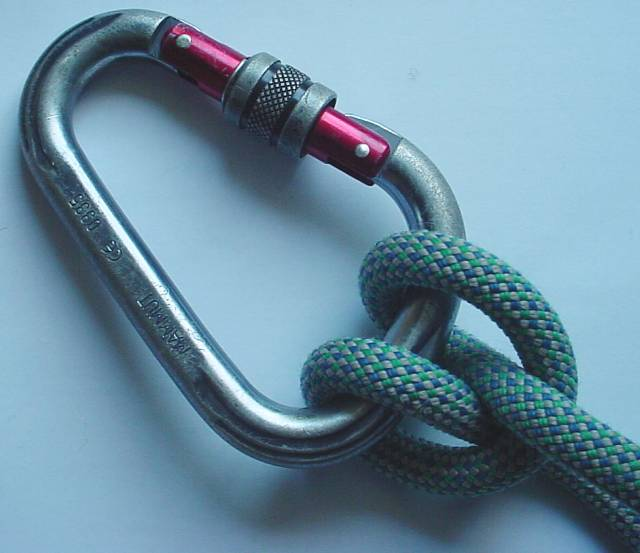
Mastwurf am Karabiner; siehe auch HMS-Karabiner

### Mastwurf am Karabinerhaken

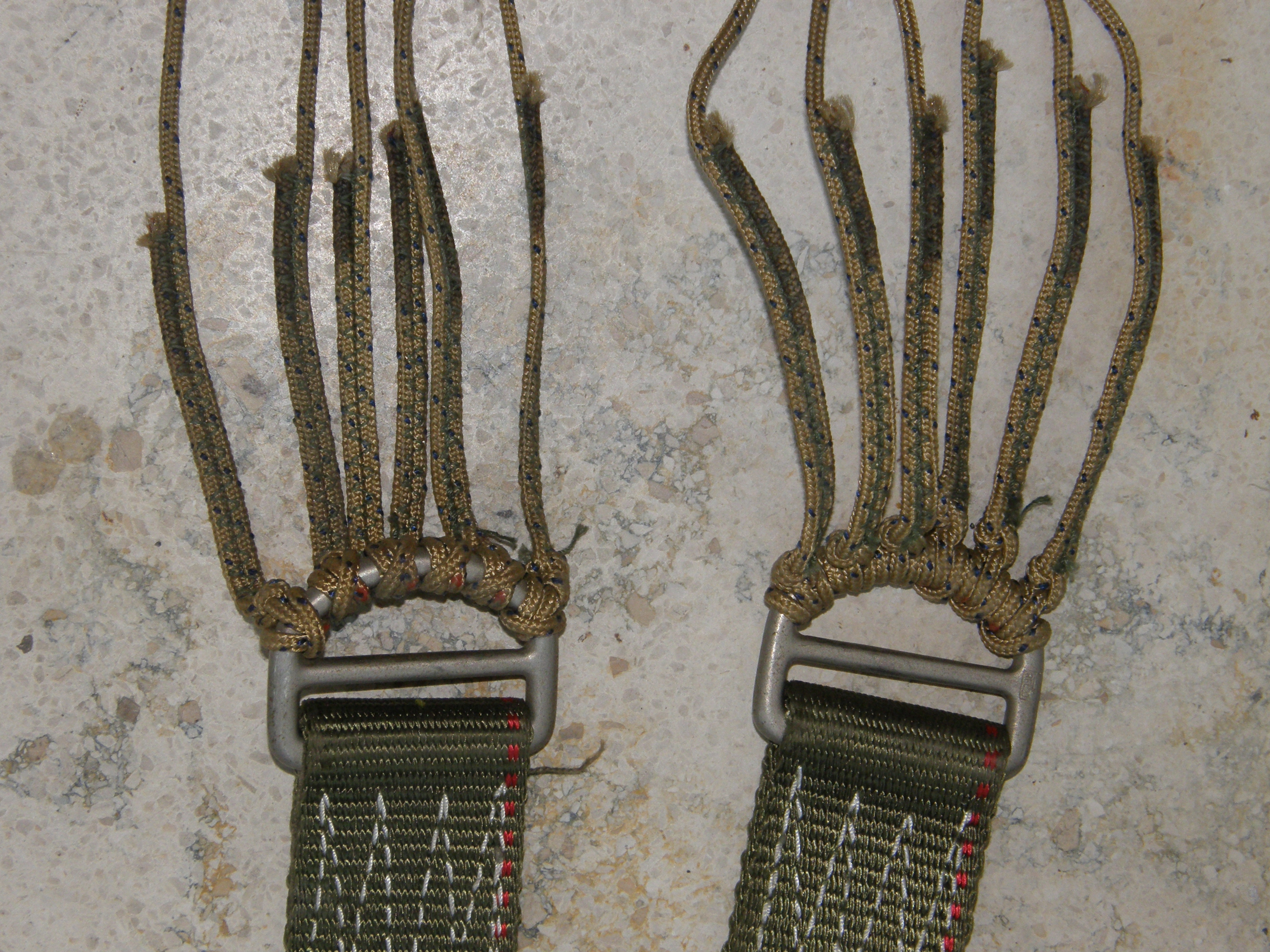
Fallschirmleinen mit Webeleinenstek am Gurtring

Der Webeleinenstek wird von Kletterern und Bergsteigern sowie im Feuerwehr- und Rettungswesen Mastwurf genannt und als schließender Knoten verwendet.
Er wird mit einem Verschlusskarabiner am Standplatz zur Selbstsicherung verwendet. Die Länge des Sicherungsseils lässt sich damit – ohne den Knoten zu lösen (und sich damit aus der Sicherungskette zu nehmen) – bequem verstellen. Der Knoten zieht sich bei Belastung zu und hält.

### Weitere Anwendungszwecke
Der Webeleinenstek wird zur Befestigung der Fallschirmleinen mit dem Gurtring verwendet. Jedoch wird dieser mit einer halben Umdrehung nach „Unten“ gebracht. Zwei halbe Schläge auf der „Oberseite“ plus eine zusätzliche Zickzack-Naht mit dem Ende sichern den Knoten.
Telefonkabel können damit an Mastspitzen befestigt werden. Die Leitungen werden so ohne Knick um den Mast geschlungen. Um ein Kabel in der Mitte zu befestigen, kann der Mastwurf auch doppelt gelegt werden. Dadurch ist es unnötig, das Ende vollständig abzuwickeln und durchzuschlaufen.
Der Webeleinenstek ist einer von mehreren Grundknoten in der Knüpftechnik beim Makramee. Hier wird er Rippenknoten genannt.
In der Tiermedizin dient der Webeleinenstek als sogenannte Kastrierschlinge.

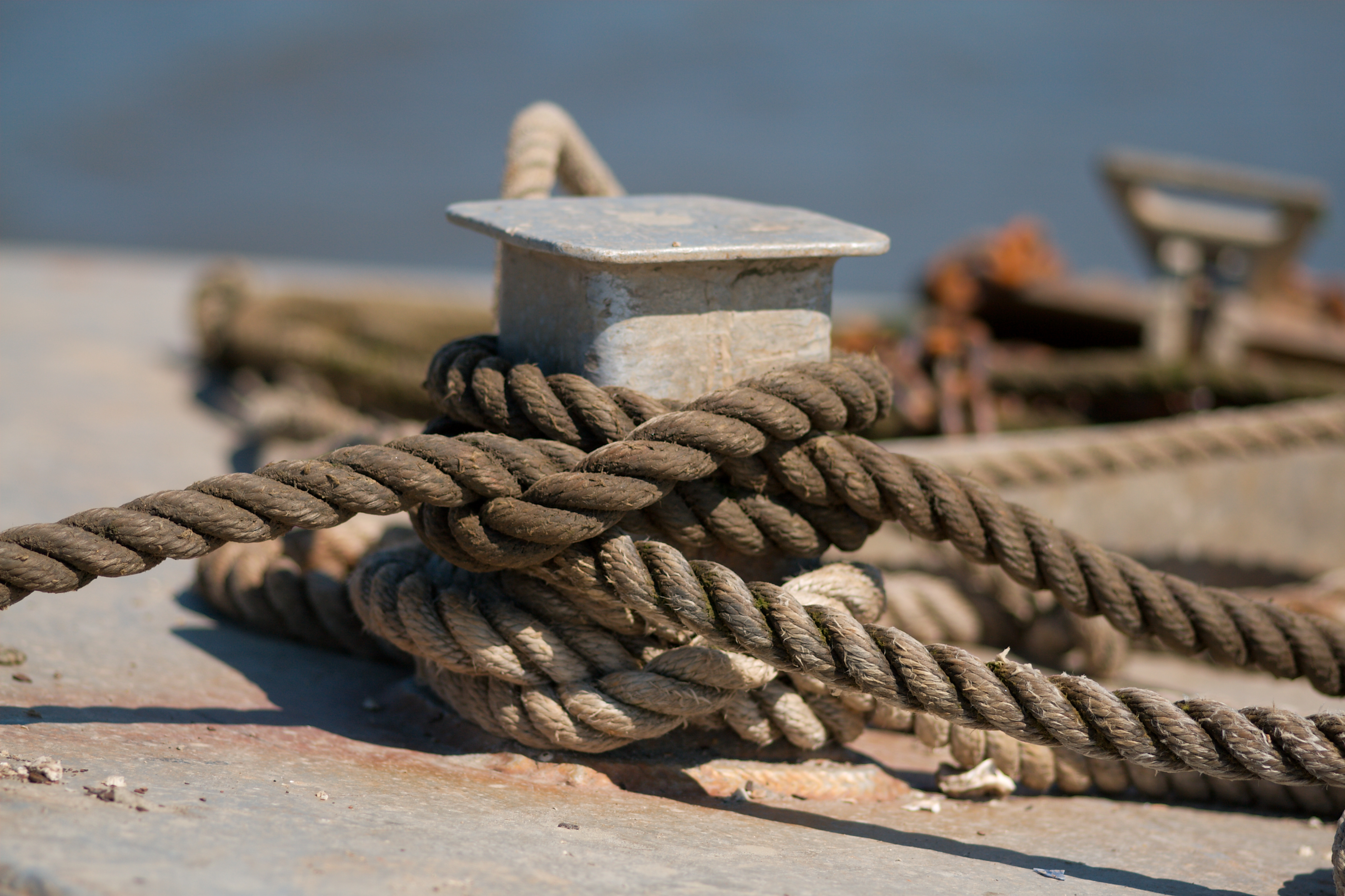
Hafenpoller mit Webleinstek

## Alternativen
- Zur Befestigung von Balken oder langen Gegenständen eignet sich der Zimmermannsstek mit halbem Schlag.
- Zur Befestigung des Tragseils einer Seilbrücke schlingt man das Seil mehrmals um den Baum und sichert das Ende.
- Am Ankerschaft verwendet man den Roringstek.
- Zum dauerhaften Zubinden eines Sackes eignet sich der Würgeknoten. Er ist fester, lässt sich aber schwerer lösen.
- Am Poller kann sich der Knoten festziehen und schwer zu lösen sein. Der Pollerstek ist eine andere Möglichkeit.

## Abwandlungen

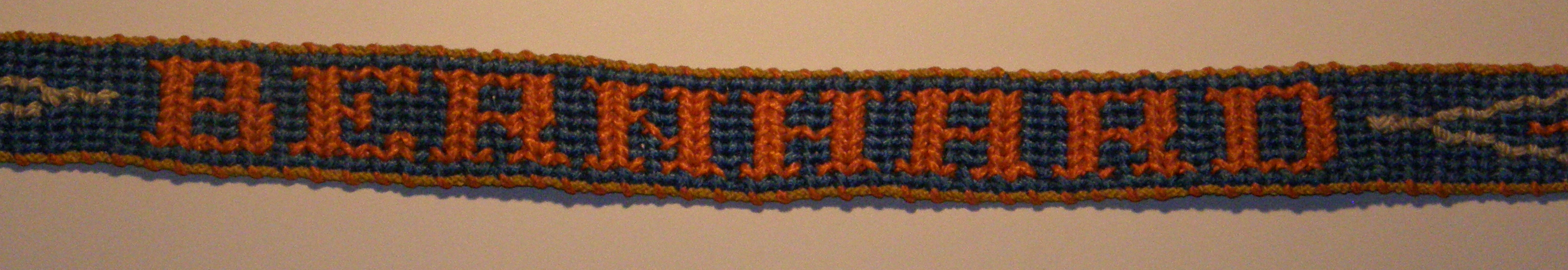
Aus 480 Rippenknoten (Webeleinenstek) nach der Cavandoli-Technik geknüpfte Schrift.

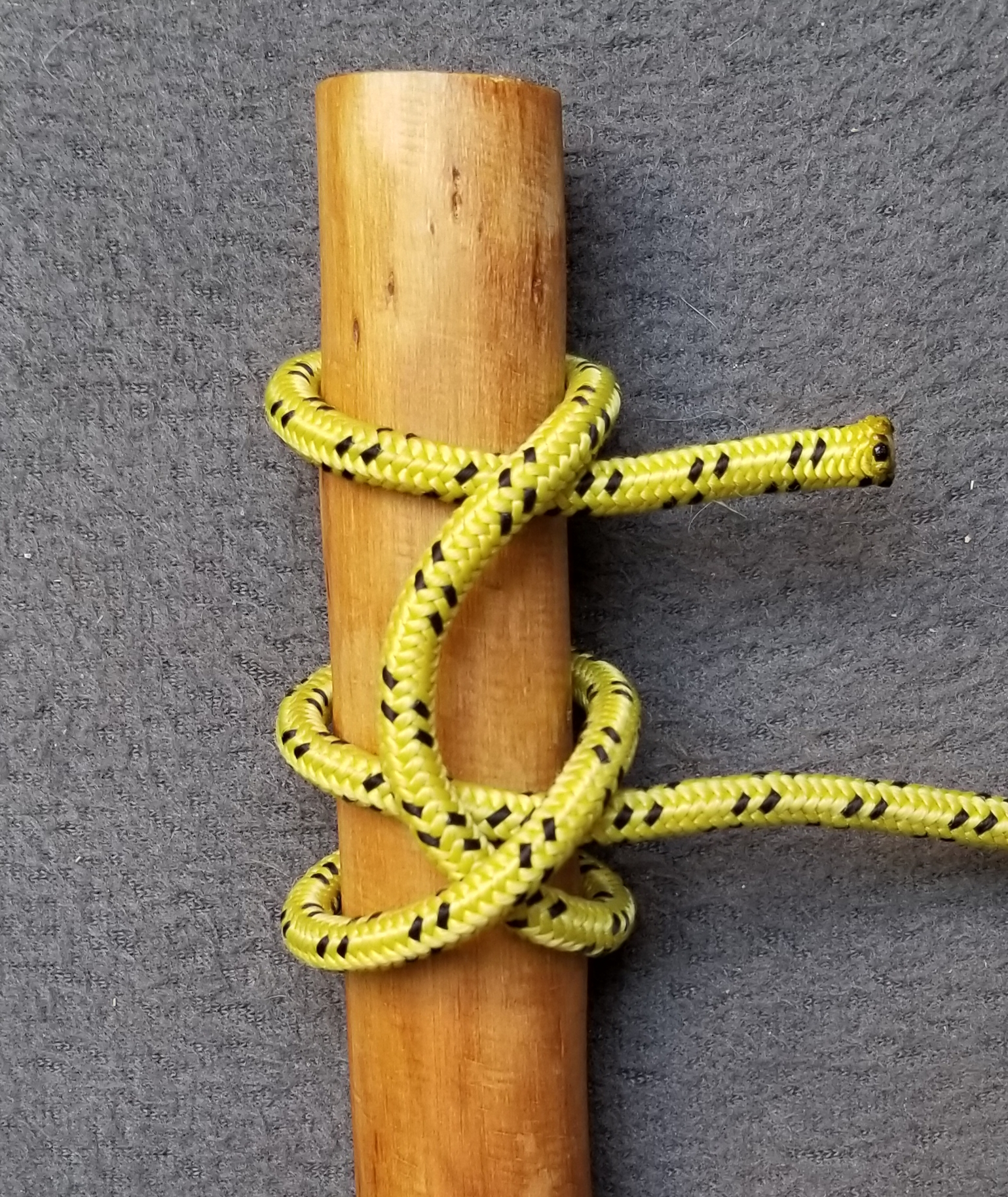
Bei horizontaler Zugkraft wird der Webeleinenstek zusätzlich mit einem Halben Schlag gemacht (ABoK #1739). Dieser ist aber wenig zuverlässig.
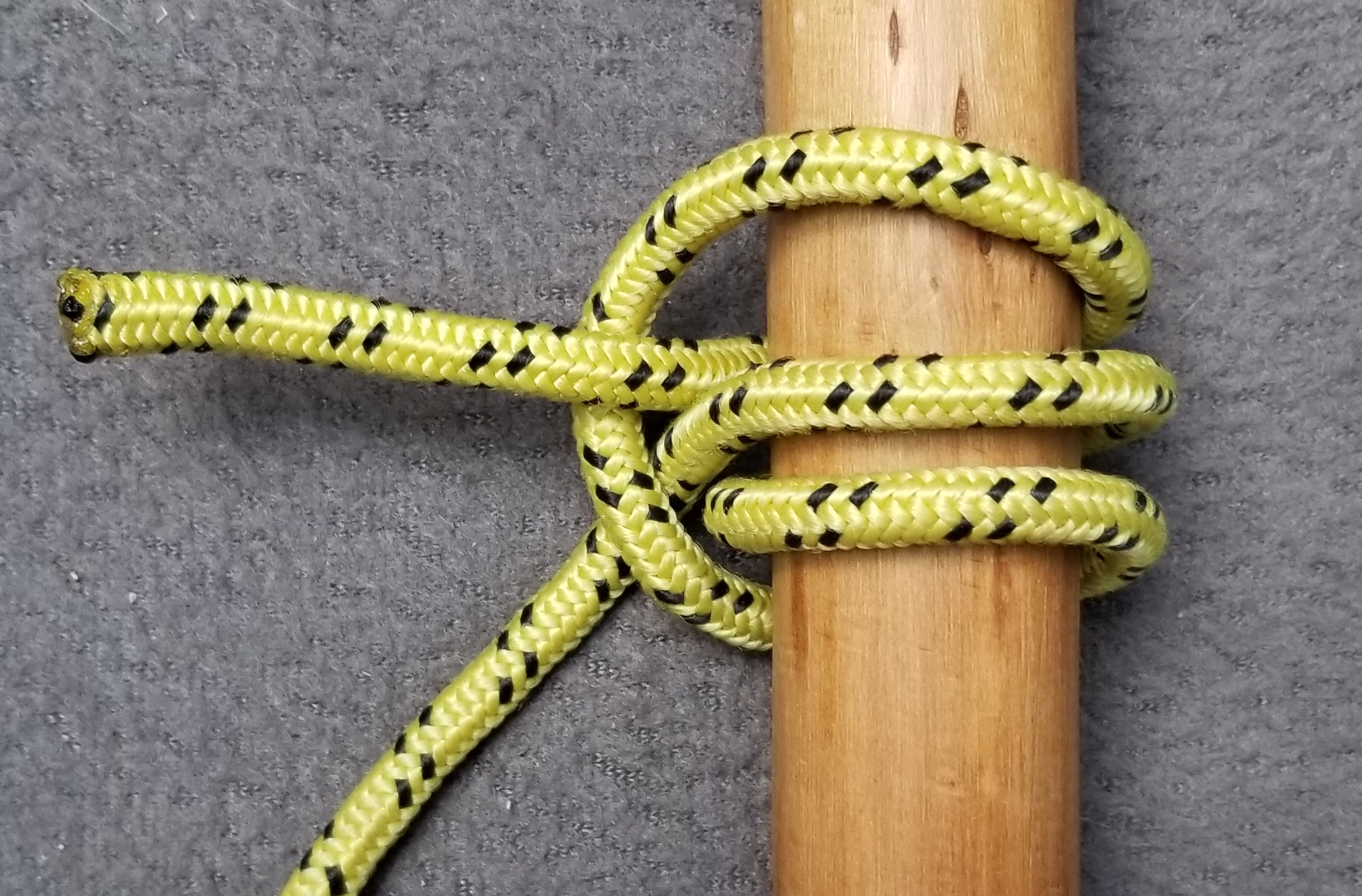
Besser ist ein Stopperstek[4]. Hier im Bild der Rollstek in der Variante ABOK #1734. Dieser hat auf der blockierenden Seite zwei Törns im Gegensatz zum Webeleinenstek, der nur eine Windung hat.
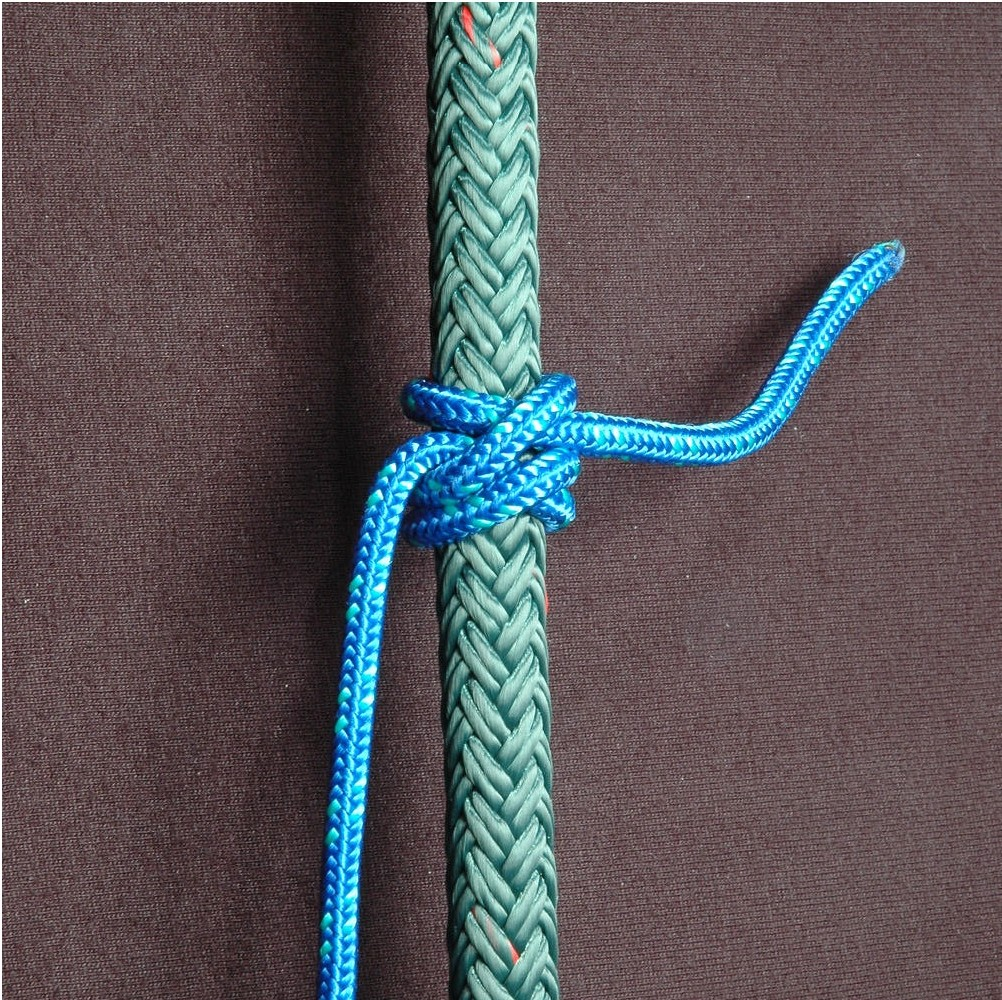
Der Stopperstek oder Rollstek in der Variante #1735 mit zweimaligem Überrollen über die ziehende Part gemäß der Sportbootführerscheinprüfung des DSV
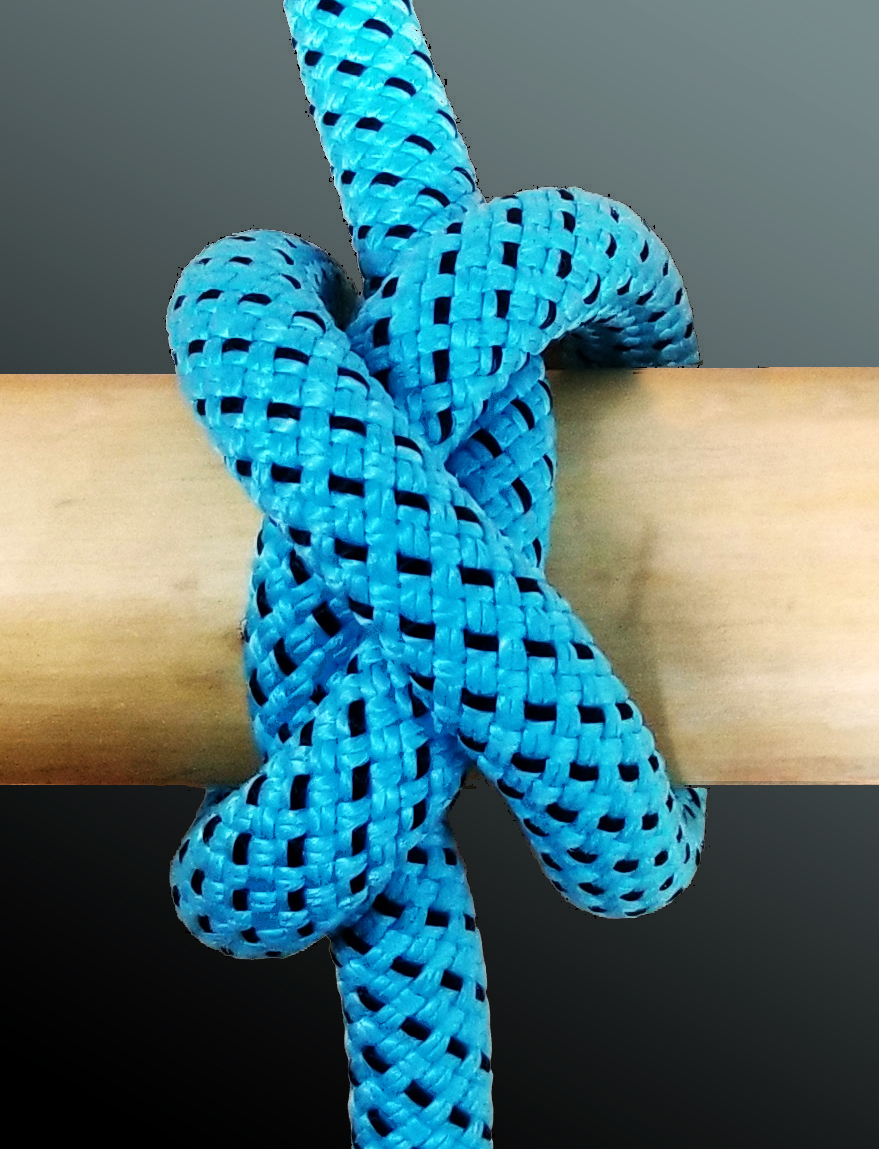
Beim Würgeknoten, beginnt man wie beim Webeleinenstek, fährt aber dann über den ersten Halben Schlag und dann erst wieder unten durch